# PDF.js
PDF.js или pdf.js — свободное программное обеспечение, JavaScript-библиотека, которая преобразовывает документы в формате PDF в код HTML5 Canvas, пригодный для просмотра в веб-браузере. PDF.js может быть как частью веб‐сайта, так и частью веб‐браузера.

## История
Изначально библиотека PDF.js была разработана как расширение для Mozilla Firefox. С версии Firefox 15 библиотека была добавлена в официальные сборки браузера, после чего была включена по умолчанию в качестве средства просмотра PDF-файлов в версии 19.0 (до этого использовался Adobe Acrobat Reader).